# كأس سلوفينيا 1991–92
كأس سلوفينيا 1991–92 هو موسم من كأس سلوفينيا. فاز فيه نادي ماريبور.